# Otter Bay
Otter Bay är en vik i Kanada.   Den ligger i provinsen Newfoundland och Labrador, i den östra delen av landet, 1 300 km öster om huvudstaden Ottawa.